# Se fosse per sempre
Se fosse per sempre è un brano musicale di Biagio Antonacci, estratto come primo singolo dall'album Inaspettata.

## Il  brano
Se fosse per sempre è stato scritto da Biagio Antonacci e Michele Canova Iorfida. Il singolo è stato pubblicato in versione digitale il 19 marzo 2010 con circa un mese d'anticipo rispetto alla pubblicazione dell'album.

## Video musicale
Il videoclip è stato diretto da Gaetano Morbioli, per la Run Multimedia, e presentato in anteprima su Sky Uno il 31 marzo 2010.

## Tracce
Digital Download
1. Se fosse per sempre - 3:37